# Будинок квітів

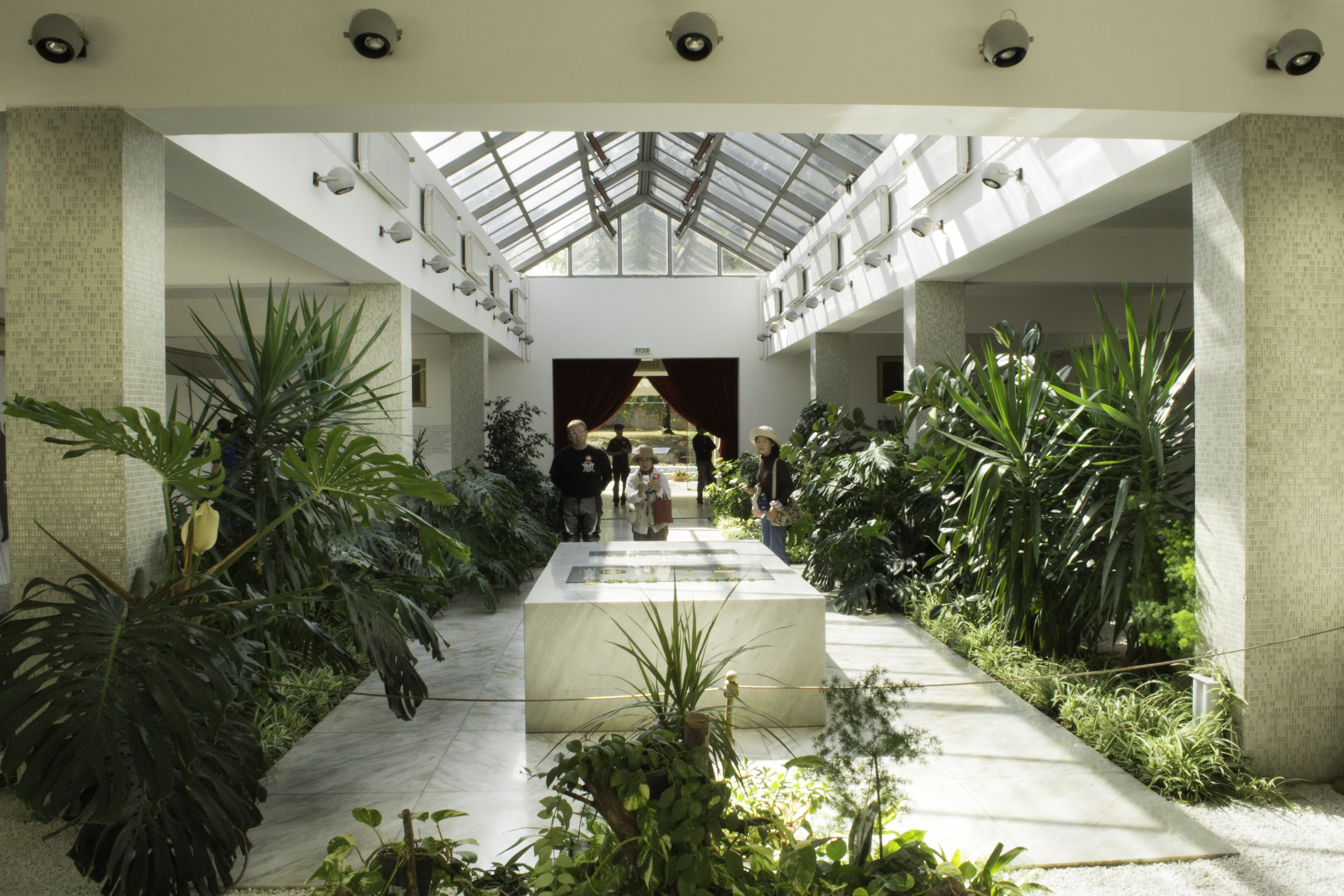
Могила Йосипа Броз Тіто у мавзолеї.

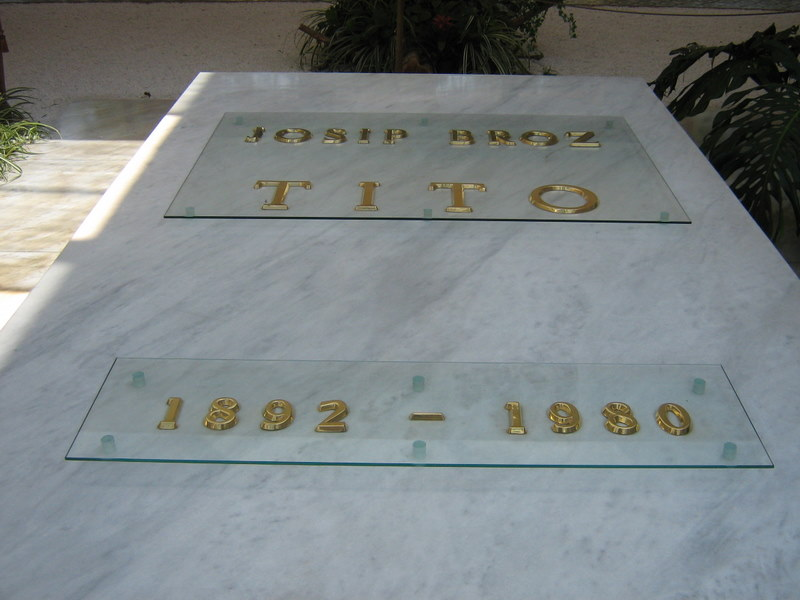
Надгробок

Будинок квітів (сербохорв. Кућа цвећа / Kuća cveća / Kuća cvijeća, словен. Hiša cvetja, мак. Куќа на цвеќето) — мавзолей в Белграді (Сербія), усипальня лідера колишньої Югославії Йосипа Броз Тіто, що помер 4 травня 1980 року.

## Історія
Відкритий для відвідування в 1982 році.
Щороку в день народження Тіто, 25 травня, Будинок квітів відвідує понад тисяча чоловік.
Щороку у день смерті Тіто, 4 травня, усипальню відвідує його сім'я, а також члени різних антифашистських об'єднань.
У 1990 році сербський політик Воїслав Шешель потрапив до в'язниці за заклики прибрати з Белграду Будинок квітів.
За однією з версій, мавзолей Тіто був названий «Будинком квітів» тому, що сам Тіто за життя був пристрасним садівником.
28 жовтня 2013 року у Будинку квітів була похована вдова Тіто Йованка Броз.

## Ресурси Інтернету
- id=0&grupaproizvodaid=3&proizvodid=1411 Article sur la Maison des Fleurs[недоступне посилання з червня 2019] на сайті www.mojasrbija.org